# Vlak bratrství a jednoty

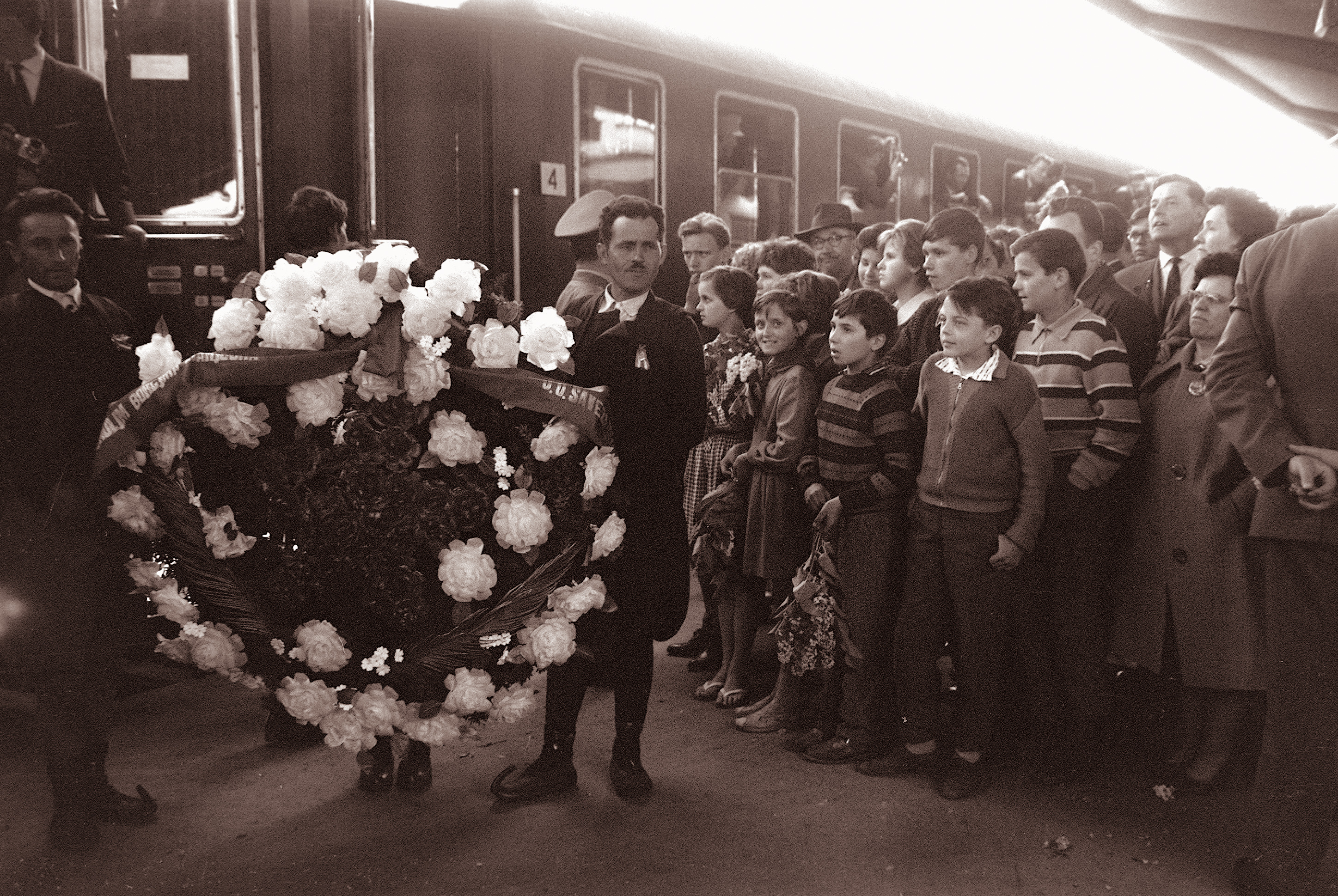
Příjezd vlaku do Mariboru

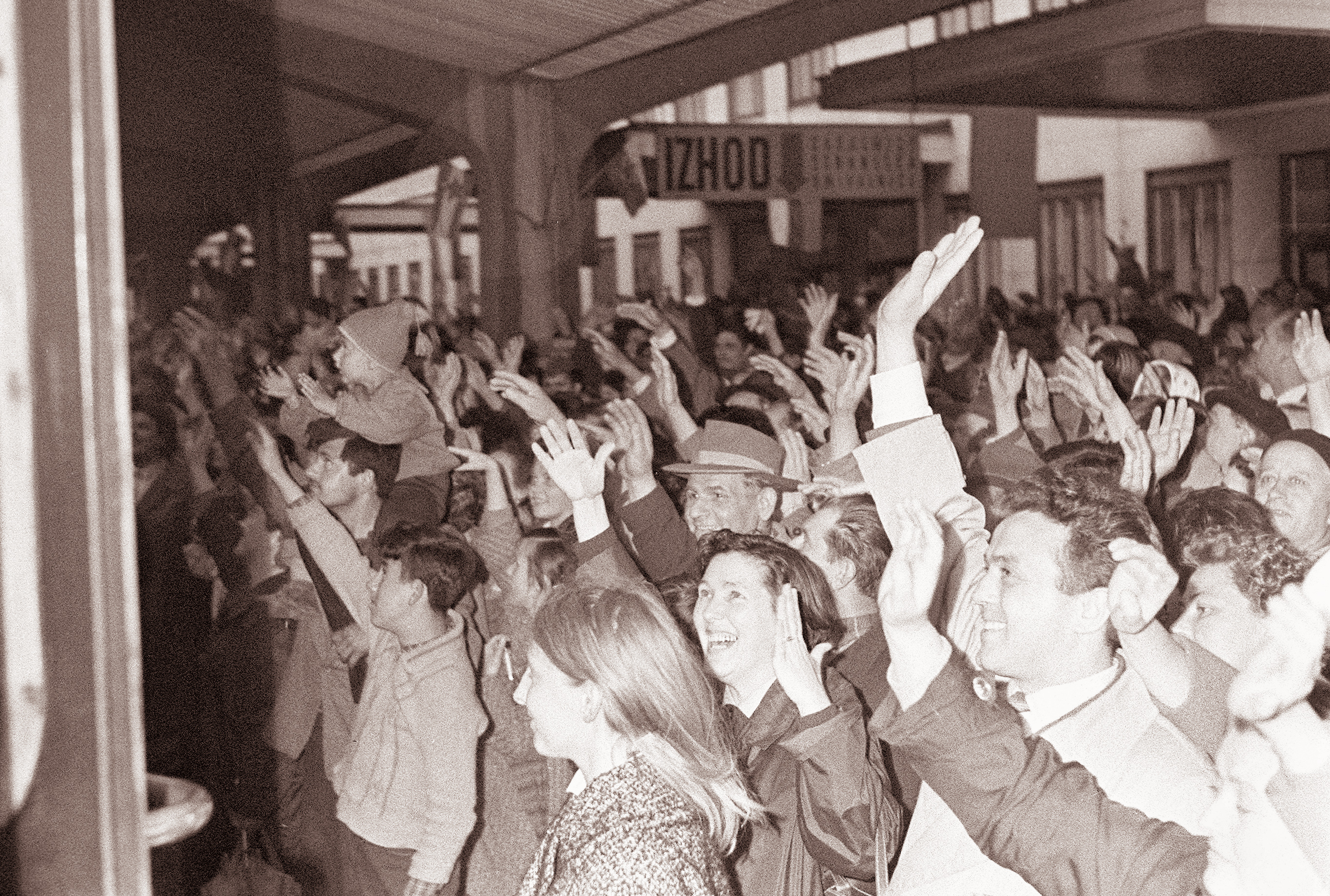
Cestující zdraví vypravení vlak (rok 1962).

Vlak bratrství a jednoty (srbochorvatsky Vlak bratstva i jedinstva/Воз братства и јединства, slovinsky Vlak bratstva in enotnosti) jezdil v letech 1961-1989 vždy jednou ročně mezi jugoslávskými městy Maribor a Kraljevo. Měl být připomínkou válečných událostí. V roce 1941 6958 lidí z Mariboru odcestovalo do Srbska, aby tam zůstali uchráněni před válečnými útrapami v okupované vlasti. a symbolizovat harmonické soužití jugoslávských národů v socialistické vlasti. Jeho vypravení z nádraží v Mariboru a cesta přes Chorvatsko, Srbsko a příjezd do Kraljeva byly pečlivě sledovány dobovými médii a sloužily jako oslava tehdejšího režimu. V liché roky jezdil vlak ze Slovinska do Srbska a v sudé roky tomu bylo naopak. Vlakem cestovalo několik set lidí, kteří strávili několik dní v druhém městě a pak se vrátili zpět.
Vlak vyjel poprvé 14. září 1961 a naposledy dorazil do Kraljeva 13. října 1989. Cestovalo s ním každý rok okolo sedmi set lidí, převážně pamětníci válečného transportu. Poslední příjezd vlaku byl v napjaté atmosféře slovinsko-srbského sporu o ústavní dodatky ústavy slovinské socialistické republiky, které srbské politické vedení označilo za pokus o kontrarevoluci. Poslední akce se však účastnilo mnohem méně lidí, než v předchozích letech, nejspíš kvůli napjaté politické situaci v zemi.
V roce 2011 přicestovali opět pamětníci i jejich potomci do Kraljeva ve snaze obnovit tradici, pocházející z dob Titovy Jugoslávie. Nebyl však vypraven sváteční vlak, nýbrž pět autobusů. Do Kraljeva přijelo celkem 300 občanů dnes již nezávislého Slovinska. Původní název vlaku ovšem již znovu použit nebyl, hlavním heslem události bylo naopak "Přátelství pro novou dobu". Záštitu nad celou akcí, připomínající padesáté výročí prvního vlaku "bratrství a jednoty", převzal slovinský prezident Danilo Türk a ze srbské strany očekávání směřovala především k obnovení starých vztahů a navázání možné ekonomické spolupráce.